# Switzerland Global Enterprise
Switzerland Global Enterprise (englisch), abgekürzt: S-GE, (ehemals Schweizerische Zentrale für Handelsförderung bzw. französisch Office Suisse d’Expansion Commerciale, abgekürzt: OSEC) ist eine schweizerische Organisation, welche die Aussenwirtschaft der Schweiz und von Liechtenstein fördert. Sie finanziert sich aus Mitgliedsbeiträgen und aus Zuschüssen der Eidgenossenschaft. Sitz der 1927 unter der Bezeichnung Schweizerische Zentrale für Handelsförderung gegründeten Organisation ist Zürich.

## Zweck
Die Organisation unterstützt im Auftrag des Bundes (Staatssekretariat für Wirtschaft SECO) im Rahmen des Mandates zur Exportförderung Schweizer Unternehmen, insbesondere kleine und mittlere Unternehmen (KMU), bei der weltweiten Ermittlung und Erschliessung von neuem Geschäftspotential. Dies durch Informationen zu den relevanten Märkten, durch Beratungsdienstleistungen und die Vermittlung von Partnern und sonstigen Kontakten im Ausland.
Zudem informiert es im Auftrag des Bundes (Staatssekretariat für Wirtschaft|Staatssekretariats für Wirtschaft SECO) und der Kantone im Rahmen des Mandates zur Standortpromotion potenzielle ausländische Investoren über die besonderen Stärken und Rahmenbedingungen des Wirtschaftsstandorts Schweiz, begleitet Unternehmen aus dem Ausland und prüft deren Potential und Projekte, bevor sie den Kantonen übermittelt werden. Die Ansiedlung ausländischer Unternehmen durch die Kantone unterstützt S-GE zudem mittels eines einheitlichen Auftritts der Schweiz und mit der Koordination der Aktivitäten aller in der schweizerischen Standortpromotion beteiligten Stellen.
In beiden Tätigkeitsbereichen hilft S-GE Kunden, neues Potenzial für ihr internationales Geschäft zu realisieren, um damit den Wirtschaftsstandort Schweiz zu stärken.
Die internationale Präsenz von S-GE wird durch 22 Swiss Business Hubs sichergestellt. Diese sind jeweils bei einer Schweizer Botschaft oder bei einem Schweizer Generalkonsulat angesiedelt.